# マット・ル・ティシエ
マシュー・ポール・ル・ティシエ（Matthew Paul "Matt" Le Tissier, 1968年10月14日 - ）は、イングランドの元サッカー選手。選手時代のポジションは攻撃的ミッドフィールダー、フォワード。
選手生活の大半をサウサンプトンFCで過ごし、幾多ものゴールを挙げた。両足を自在に操る技術、中長距離から放つシュートは、1990年代成績が振るわなかったクラブにあって輝きを放った。引退してなお、セインツ（The Saints, サウサンプトンFCの愛称）の英雄としてサウサンプトンの人々に愛される存在である。愛称は "Saint Matt" （聖マット）。

## 経歴
イギリスの王室属領であるガーンジー島に生まれる。少年時代は地元のサッカークラブに所属。当時から得点能力に非凡な才能を持っており、コーナーキックから直接ゴールを決めることもまれではなかったという。
1985年にオックスフォード・ユナイテッドFCのトライアルを受験するが、体重が重すぎるとの理由で不合格となる。その後門を叩いたのがサウサンプトンFCだった。
1986年9月2日のプロデビュー以降の16シーズン、サウサンプトンで出場した公式戦は合計で540試合に上り、その中で209のゴールを挙げた。ペナルティーキックを蹴る機会が49回あったが、外したのはたった1回のみである。1993-94シーズンは低迷するチームにあって、計30得点を挙げ孤軍奮闘した。また翌1994-95シーズン、対ブラックバーン戦（1994年12月10日）で見せた40ヤード弾は、イギリスBBC『Match of the Day』が選ぶ年間最優秀ゴール賞 (Goal of the Season) に選ばれた。
またル・ティシエは、100年以上の歴史を持つサウサンプトンの旧ホームスタジアム、ザ・デル (The Dell) での最期の試合となった2001年5月19日の対アーセナルFC戦において、ザ・デル最期のゴールを挙げている。このシーズンのル・ティシエは故障のためほとんど戦列を離れていたものの、この試合は控えメンバーとして登録されていた。試合終盤、万雷の歓声に迎えられると、ペナルティエリア内で振り向きざまのボレーシュートを左足で叩き込み、結果3-2の逆転劇でスタジアムの有終の美を飾った。
サウサンプトン退団後は元チームメイトのデビッドヒューズと共にノンリーグのイーストリーFCで2シーズンプレー。
2002年に現役を引退。セインツでの功績を称えられ、ル・ティシエはサウサンプトン市の名誉市民となった。現在はサッカー解説者として活動し、Sky Sportsチャンネルの番組『Soccer Saturday』などに出演している。
引退して10年後の2013年4月7日に地元のガーンジーFCで現役復帰し1試合のみ出場。2014年8月までクラブの会長も務めた。

## 代表歴
イングランドU-21代表として21試合出場3得点の経歴がある。しかしイングランドA代表としての初キャップは1994年3月9日と遅く、最終的に8試合0得点と凡庸な記録に終わっている。毎シーズンのようにリーグ得点ランキングの上位に名を連ねるなど、国内での実績は充分であるにも関わらずル・ティシエが代表に選出されないことに対し、当時代表監督を務めていたテリー・ヴェナブルズやグレン・ホドルらには批判の声が上がった。
1998年ワールドカップフランス大会直前、ロシアとの練習試合（「B代表」扱い）でル・ティシエはハットトリックを達成した（加えてクロスバーに当てたシュートが2つあった）が、ホドル監督はこの試合を観ておらず、ル・ティシエを本大会メンバーの予備登録30名の中にさえ加えなかった。

## 備考
- 2003年、FAプレミアリーグ10周年を記念して選定されたベストゴール "Goal of the Decade" において、ル・ティシエのゴールが10位までのランキングの中に2つ選ばれている。1つは前述のブラックバーン戦のゴール。もう1つは1993年10月24日、ニューカッスル・ユナイテッドFC戦で見せた、3回のリフティングで2人の相手ディフェンダーをかわして挙げたゴールである。
- 2012年に同リーグ20周年を記念して選定されたベストゴール"Premier League 20 Seasons Awards: Best Goal"においても、上記の2ゴールが2つとも選ばれている。[1]
- ル・ティシエが唯一PKを失敗したのは、マーク・クロスリー（ノッティンガム・フォレスト、当時）にセーブされた時。
- 2001年に完成したサウサンプトンFCの新しい本拠地、セント・メリーズ・スタジアム (St Mary's Stadium) の豪華なスイートルームに "Le Tissier" の名が冠されているほか、取り壊されたザ・デルの跡地に建てられた住宅街にもその名を残している。
- 私生活では幼馴染の女性と結婚し2児をもうけたが、オーストラリア人女優との不倫が原因で1997年に離婚している。
- 2007年2月、サウサンプトンFCのメインスポンサーである航空会社・flybe社所有の機体に選手時代のル・ティシエが描かれた便が就航し、ル・ティシエの故郷・ガーンジー島で就航式が開かれた。